# 조만형
조만형(1970년 1월 12일 ~)은 LG 트윈스의 전 야구 선수다.

## 출신 학교
- 청원고등학교
- 원광대학교

## 같이 보기
- 1992년 LG 트윈스 시즌